# Antheraea bergmani
Antheraea bergmani är en fjärilsart som beskrevs av Felix Bryk 1948. Antheraea bergmani ingår i släktet Antheraea och familjen påfågelsspinnare. Inga underarter finns listade i Catalogue of Life.